# حركة الاستقلال الفاروية

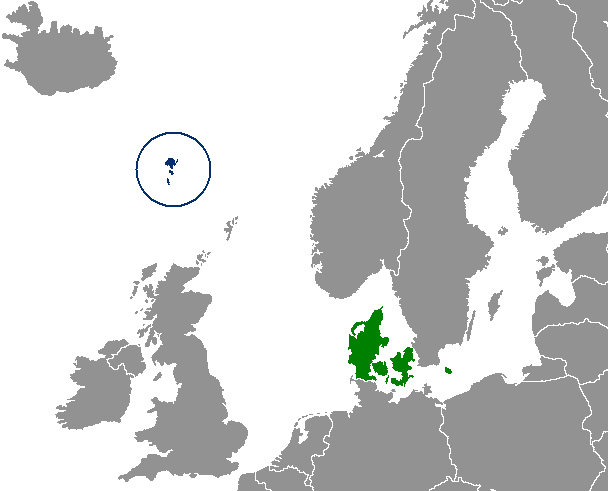
موقع جزر فارو شمالي المحيط الأطلسي (المحاطة بدائرة زرقاء) والدنمارك (بالأخضر)

حركة الاستقلال الفاروية أو الحركة الوطنية الفاروية هي حركة سياسية تسعى إلى انفصال جزر فارو عن الدنمارك وتأسيس دولة ذات سيادة. يُمثل الاختلاف القائم بين الدنمارك وجزر فارو من ناحيتي اللغة والثقافة أحد الأسباب المبررة للحكم الذاتي الكامل، هذا بالإضافة إلى المسافة الكبيرة نسبياً الفاصلة بينهما حيث تبعد جزر فارو مسافة تُقدر بحوالي 990 كيلومتر (620 ميل تقريبًا) عن السواحل الدنماركية.

## تاريخ السيادة

### قبل الحكم الدنماركي
من المعلوم أن أهل الشمال استطونوا وأقاموا في جزر فارو حوالي عام 800م، ونقلوا معهم لغتهم النوردية القديمة والتي تطورت على الجزر لتصبح اللغة الفاروية فيما بعد. لكن لا يُعتقد أن هؤلاء المستوطنين قدِموا من إسكندنافيا؛ إنما من التجمعات النوردية الواقعة في البحر الأيرلندي والجزر الشمالية والجزر الغربية بإسكتلندا وهذا يشمل أيضًا كلًا من جزر أوركني وشتلاند والغايل النوردية. أحد الأسماء التقليدية للجزر باللغة الأيرلندية هو «Na Scigirí» ويعني «Skeggjar»، ويُحتمل أنها تشير إلى تسمية «Eyja-Skeggjar» ومعناها «لحى الجزيرة» وهو لقب أطلقه أهل الجزيرة عليها.
بحسب ما جاء في ملحمة فارينغا فقد شد مجموعة من المهاجرين الرحال مغادرين النرويج، ذلك أنهم لم يوافقوا على ملكية هارالد ذو الشعر الفاتح، وأنتهى بهم الأمر في جزر فارو التي أقاموا واستقروا فيها في فترة حوالي أواخر القرن التاسع ميلادي. وعليه تُعد رسميًا لغة الجزر النوردية وثقافتها مشتقة من أوائل (طلائع) الوافدين النرويجيين. كانت الجزر إحدى ممتلكات مملكة النرويج (872–1397) في الفترة الممتدة من عام 1035 حتى إلحاقها بالدنمارك.

### الحكم الدنماركي

علم جزر فارو الذي صممه مجموعة من الطلاب الفارويين في كوبنهاغن عام 1919

حكمت الدنمارك الجزر بصورة متواصلة منذ عام 1388 مع وقوع عدة فترات متقطعة، وظلت خلال كل هذا الوقت جزءاً من النرويج إلى حين عام 1814، وبقيت جزر فارو في أيدي الدنماركيبن رغم تقسيم الدنمارك-النرويج تقسيماً مفصلاً تاماً بموجب ما نصت عليه معاهدة كيل عام 1814. وما لبث أن أقدمت على وضع مجموعة من السياسات التمييزية بعيد اعتماد المعاهدة بفترة وجيزة، فألغت كل من اللوكتينغ (البرلمان الفاروي) «Løgting» عام 1816، ومنصب رئيس الوزراء. واستعيض عن البرلمان ورئاسة الوزراء بالقضاء الدنماركي.
ضمِنَ الدستور الدنماركي لعام 1849 لجزر فارو مقعدين اثنين في البرلمان الدنماركي (ريستيان) «Rigsdagen». وشهد عام 1852 استرجاع اللوشتينك (البرلمان الفاروي)، وَإِنْ كان بمثابة هيئة استشارية تابعة للسلطات الدنماركية تألفت من ثمانية عشر عضو.
تعود جذور الحماسة الوطنية في جزر فارو إلى أواخر القرن التاسع عشر حيث ظهرت في بادئ الأمر بوصفها حركة ثقافية/سياسية ناضلت من أجل نيل حق تدريس اللغة الفاروية في التشريع والمدارس والإعلام والكنائس. وكانت البداية الرسمية للحركة الوطنية بعقد اجتماع عيد الميلاد بتاريخ 22 ديسمبر عام 1888 في مبنى اللوشتينك (البرلمان الفاروي) بتوشهافن، وكان من أبرز المشاركين يوانيس باترسون وراسموس إفيرسو. كتب باترسون قصيدة قام إفيرسو بقرائتها بصوتٍ عالٍ، ويبدأ السطر الأول فيها: «Nú er tann stundin komin til handa»، والتي غالباً ما يُستشهد به دعماً لحركة الاستقلال. تتمحور القصيدة حول صون وإيلاء الاهتمام باللغة الفاروية، وقد اكتسبت القصيدة بمرور السنين مكانة ثقافية بالغة الأهمية عند أهل جزر فارو. لم تسمح الدنمارك بتدريس واستعمال اللغة الفاروية كلغة تعليمية في المدارس العامة حتى عام 1938، أما في الكنائس فانتهى حظر استخدام الفاروية في السنة التالية عام 1939.
لعب الطلاب الفارويون الذين ذهبوا للدراسة في الدنمارك دورا بارزاً في الحركة الوطنية، فقد قام بتصميم العلم الوطني المستخدم حالياً مجموعة من الطلاب الفارويين في كوبنهاغن عام 1919. واستُخدِمت مجموعة من الأعلام الأخرى التي اتخذها الفارويون كرمز لهم قبل استخدام العلم الحالي، ويظهر على أحد هذه الأعلام رمز لكبش (ذكر الخروف) وآخر عليه رمز لطائر صائد المحار الأوراسي.
وقعت الدنمارك تحت احتلال ألمانيا النازية إِبّان الحرب العالمية الثانية يوم 9 أبريل عام 1940. قامت المملكة المتحدة باحتلال جزر فارو حيث رأت أنها تمثل قيمة إستراتيجية، وذلك بغية إحباط أي مساعي ألمانية للسيطرة عليها. وأضحت الجزر واقعةً تحت الإدارة البريطانية حتى وضعت الحرب أوزارها عام 1945. واُعترِفَ بالعلم الوطني علماً رسمياً رسمياً للجزر خلال فترة الحكم البريطاني، لكي تستطيع السلطات التمييز بين السفن المُبحرة من قوارب صيد الأسماك الفاروية وبين السفن المعادية.